# 宮畑遺跡
座標: 北緯37度47分25秒 東経140度30分52秒 / 北緯37.79028度 東経140.51444度
宮畑遺跡（みやはたいせき）は、福島県福島市岡島にある縄文時代の遺跡。縄文時代中期（約4,500 - 4,000年前）、後期（約4,000 - 3,000年前)、晩期（約3,000 - 2,500年前）の3つのムラ（集落）の跡が複合している遺跡である。2003年に国の史跡に指定された。また、都市公園（歴史公園）として整備され、2015年（平成27年）に開園した。

## 遺構

### 縄文中期のムラ跡
宮畑遺跡の縄文中期のムラ跡からは約40棟の竪穴建物が検出されている。この時期の宮畑遺跡の建物は、屋根に土をのせ、複式炉を備えたものであった。また、建物遺構の半数は焼けた痕跡が見出された。このようなムラの半数の建物が焼かれているという現象は他の縄文中期の遺跡では確認されておらず、宮畑遺跡の謎であるとともに特徴の一つでもある。

### 縄文後期のムラ跡
宮畑遺跡の縄文後期のムラは、前述した中期のムラと連続性はなく、約4,000年前に新たにこの場所に移住してきた人々によって営まれたムラであると考えられる。この時期につくられた宮畑遺跡の建物の中には地表面に石を敷いて床とした「敷石建物」と呼ばれる遺構がいくつかある。敷石建物は関東地方にしばしば見られる建物跡で、また、この時期の遺構から出土した土器群は関東地方の土器群と同じ特徴をもつものが多く、この時期のムラは関東地方の影響を強く受けていたと思われる。このほか、この時期のものとしては竪穴建物や埋甕（土器埋設遺構）が検出されている。

### 縄文晩期のムラ跡
この時期のムラ跡からは、掘立柱建物が円形に配置されている遺構が検出されている。中には直径90センチメートルの掘立柱を立てたと思われる巨大な柱穴跡が長方形に区画された遺構も検出されている。おそらくは祭祀などのムラの行事の際に使用されていたと推定されている。円形に配置された掘立柱建物遺構群の外側には子供の墓と思われる埋甕（土器埋設遺構）を多数検出している。

## 遺跡の保存
宮畑遺跡は、もとは工業団地開発のために発掘調査されていたが、1998年に大型柱穴が検出されたことがマスコミにより報道されて以降注目されるようになり、2003年に国の史跡に指定された。市は遺跡の保存を決定し、将来的には史跡公園の整備などを計画している。2007年8月には、宮畑遺跡史跡公園（仮称）の愛称が、じょーもぴあ宮畑に決まった。また、毎年10月には宮畑縄文まつりが開催されている。
なお、2008年に福島市が伊達郡飯野町を編入したことにより、同市内にある国の史跡に指定された縄文時代の遺跡は、中期末葉を主時期とする和台遺跡と本遺跡の2件となった。